# 89 Pułk Zmechanizowany w Żaganiu
89 Pułk Zmechanizowany (89 pz) – dawny oddział zmechanizowany Sił Zbrojnych RP. Pułk istniał w okresie tzw. transformacji ustrojowej.
Wchodził w skład 11 Dywizji Zmechanizowanej. Stacjonował w garnizonie Żagań.

## Rodowód
Pułk był spadkobiercą bojowych tradycji 4 Brygady Pancernej, która w składzie 1 Korpusu Pancernego przeszła chrzest bojowy w walkach pod Budziszynem i Dreznem.
10 września 1945 4 Drezdeńska Brygada Pancerna przeformowana została na 8 Drezdeński Pułk Czołgów. 6 lutego 1946 na bazie 8 Drezdeńskiego Pułku Czołgów utworzono 8 Drezdeński Pułk Czołgów i Artylerii Pancernej.
W maju 1949 pułk przeniesiono z Żurawicy do Żagania i podporządkowano 11 Zmotoryzowanej Dywizji Piechoty. Pułk zajął koszary przy Szosie Żarskiej, pozostałe po niemieckim 15 Pułku Pancernym Wehrmachtu.
Na podstawie rozkazu dowódcy WL Nr 0013/BPanc z 22 kwietnia 1949 24 Drezdeński Pułk Artylerii Pancernej został rozwiązany, a 21 dział SU-85 wraz z załogami przekazał dla 8 pcz.
W 1990 przeformowany na 99 Pułk Zmechanizowany, a 22 kwietnia 1992 zmieniono jednostce nazwę na 89 Pułk Zmechanizowany.

## Skład

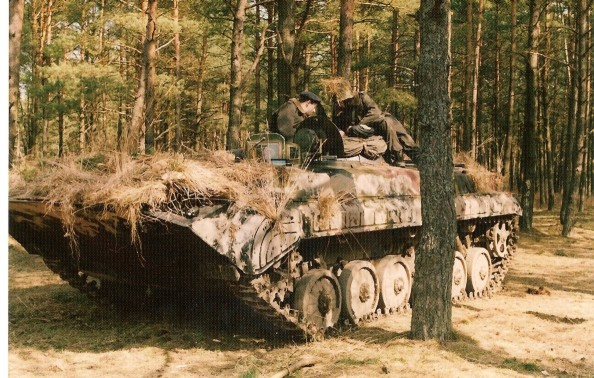
Podstawowy wóz bojowy pułku -(BWP-1)

- Dowództwo i sztab
- kompania łączności
- pluton regulacji ruchu
- 2 bataliony zmechanizowane
- 2 bataliony czołgów
- dywizjon artylerii samobieżnej
- dywizjon przeciwlotniczy
- bateria przeciwpancerna
- kompania saperów
- kompania rozpoznawcza
- kompania zaopatrzenia
- kompania remontowa
- kompania medyczna
- pluton chemiczny

## Tradycje
Decyzją Nr 12/MON ministra obrony narodowej z dnia 22 kwietnia 1992 pułk przemianowany został na 89 Pułk Zmechanizowany oraz przyjął dziedzictwo tradycji:
- 8 i 9 Batalionów Strzeleckich (1831)
- 8 i 9 Batalionów Strzeleckich (1939)
- 8 Batalionu Pancernego (1934-1939)
- 8 Batalionu Strzelców Brabanckich (1942-1947)
- 9 Batalionu Strzelców Flandryjskich (1943-1947)

## Przeformowanie
W 1995 jednostkę przeformowano i utworzono 34 Brygadę Kawalerii Pancernej

## Przekształcenia
4 Drezdeńska Brygada Pancerna → 8 Pułk Czołgów → 99 Pułk Zmechanizowany → 89 Pułk Zmechanizowany → 34 Brygada Kawalerii Pancernej